# Picarón
Els picarones són unes postres típiques de la gastronomia peruana.
La preparació és força senzilla: es barregen els ingredients amb aigua i es fregeixen. Pareguts als bunyols, se serveixen amb xarop. És un menjar que pot consumir-se als carrers del Perú.
L'origen dels picarones és prehispànic, car se sap que els indígenes preparaven menjars barrejant carbassera i moniato.